# Staša
Staša je žensko osebno ime.

## Izvor imena
Ime Staša je možno razlagati kot skrajšano obliko iz imen Anastazija, Evstahija oziroma Stanislava.

## Različice imena
Staši, Stašica, Staška

## Pogostost imena
Po podatkih Statističnega urada Republike Slovenije je bilo na dan 31. decembra 2007 v Sloveniji število ženskih oseb z imenom Staša: 547.

## Osebni praznik
Ime Staša je koledarsko možno uvrstiti k imenom Anastazija, Evstahuja ali Stanislava.